# Venancio González y Fernández

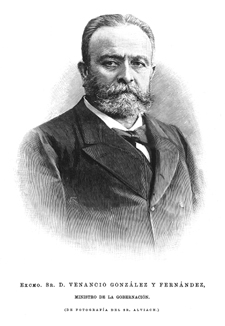
Venancio González y Fernández

Venancio González y Fernández (Lillo, 18 de mayo de 1831-Madrid, 5 de enero de 1897) fue un abogado y político español, ministro de Gobernación durante el reinado de Alfonso XII, cartera que junto a la de ministro de Hacienda volvería a ocupar durante la regencia de María Cristina de Habsburgo-Lorena.

## Biografía
Nació en la localidad toledana de Lillo el 18 de mayo de 1831. Licenciado en 1854 en Derecho por la Universidad Central de Madrid inició su carrera política como diputado por Toledo en las elecciones de 1863. Tras tomar parte parte activa en la Revolución de 1868 volvió al Congreso al obtener de nuevo un escaño por Toledo entre 1869 y 1872 y, tras no conseguirlo en los dos siguientes procesos electorales volver a ganarlo entre 1876 y 1886 cesando, no obstante, en 1887 al ser nombrado presidente del Consejo de Estado. Finalmente, en 1891 fue nombrado senador vitalicio.
Fue ministro de Gobernación entre el 8 de febrero de 1881 y el 9 de enero de 1883 en el gobierno del Partido Liberal-Fusionista que presidió Sagasta cartera que volvería a ocupar entre el 27 de noviembre de 1885 y el 10 de octubre de 1886 y entre el 11 de diciembre de 1892 y el 14 de octubre de 1893 en sendos gabinetes nuevamente presididos por Sagasta. Igualmente fue ministro de Hacienda entre el 11 de diciembre de 1888 y el 21 de enero de 1890 también con Sagasta como jefe de gobierno. Falleció el 5 de enero de 1897 en Madrid.
Fue igualmente director general de Correos y Telégrafos y de Propiedades y Derechos del Estado. Una calle de Toledo lleva su nombre.